# Гощавка на софисти
„Гощавка на софисти“ (на гръцки: Δειπνοσοφισταί) е основното произведение на дервногръцкия учен и писател Атеней. Състои се от 15 книги, от които са запазени в откъси само първите три. Тук той пише за понтифекс Ларенсий, който е домакинът и неговите 29 гости, които се разговарят за древногръцките традиции, за ежедневния живот, за изкуство и наука във форма на разговори на маса. Следователно произведението е диалог в диалога по примера на Платон.